# Sterrenhemelmot
De sterrenhemelmot (Euplocamus anthracinalis), is een vlinder uit de familie Tineidae, de echte motten. De spanwijdte van de vlinder bedraagt tussen de 25 en 33 millimeter. De soort komt verspreid voor over Oost- en Midden-Europa.

## Voorkomen in Nederland en België
De sterrenhemelmot is in België alleen bekend van voor 1980 uit de provincie Luik. De soort vliegt van mei tot augustus.